# Hermannia mucronulata
Hermannia mucronulata är en malvaväxtart som beskrevs av Porphir Kiril Nicolai Stepanowitsch Turczaninow. Hermannia mucronulata ingår i släktet Hermannia och familjen malvaväxter. Inga underarter finns listade i Catalogue of Life.